# اونوالد
اونوالد (به آلمانی: Auenwald) یک شهر در آلمان است که در رمس-مور واقع شده‌است. اونوالد ۶٬۹۷۶ نفر جمعیت دارد.

## خواهرخوانده
شهر Beaurepaire خواهرخواندهٔ اونوالد هست.